# Franciszek Maria Kandyd Ejsmont

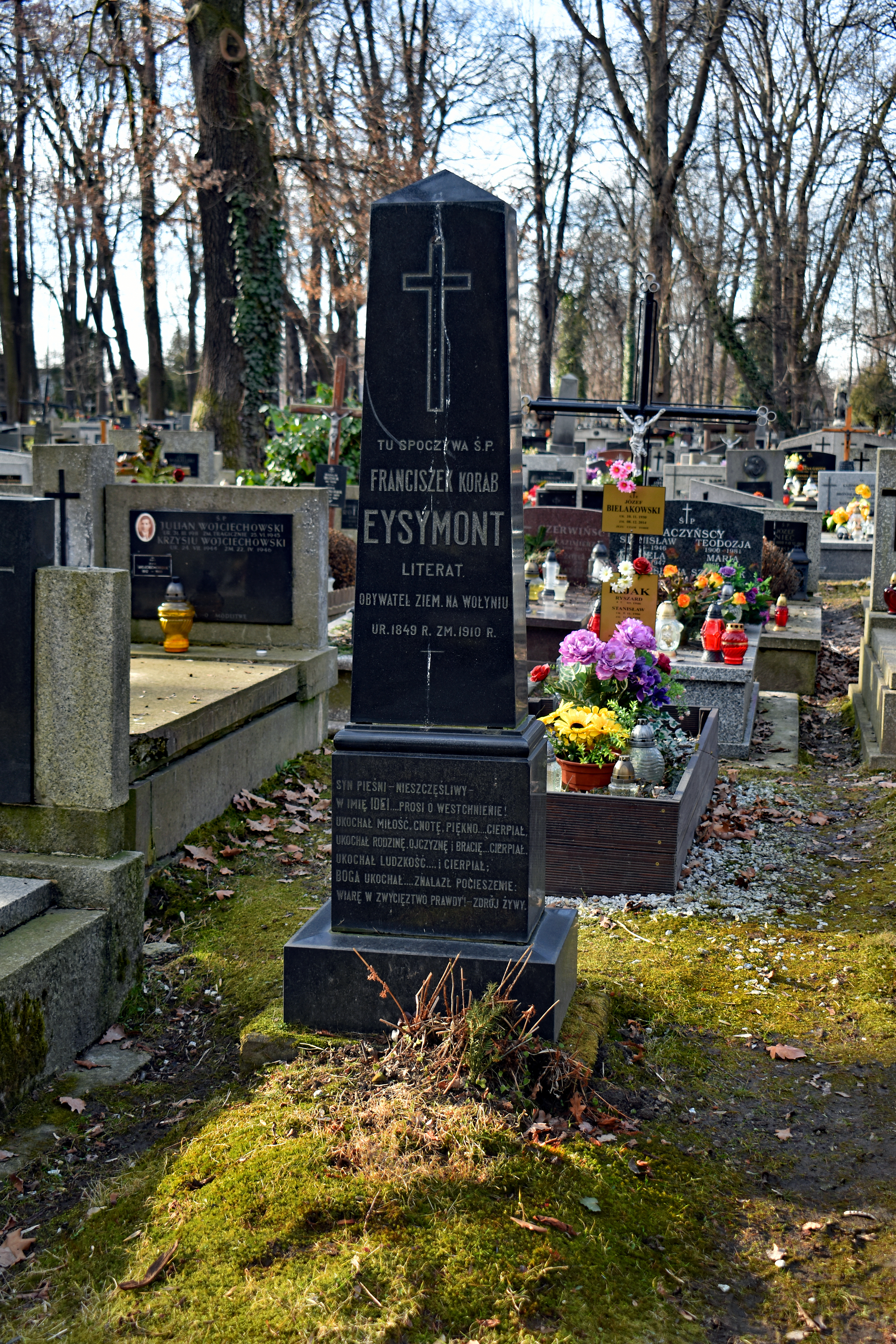
Grób Franciszka Eysymonta na cmentarzu Rakowickim

Franciszek Kandyd Maria Eysymont herbu Korab (ur. 15 września 1848 w Żytomierzu  – zm.  29 sierpnia 1910 w Krakowie), ps. lit. Lumir, syn Szymona i Emilli z Terleckich, poeta.

## Życiorys
Urodził się w Żytomierzu, w roku 1848 jako syn Szymona Ejsmonta (zm. 1873), właściciela ziemskiego, sekretarza kolegialnego i pisarki Emilii z Terleckich Eysymontowej, wychowywał w rodzinnym dworze w Wielkiej Czernihówce. W 1869 roku rozpoczął studia na wydziale prawa Uniwersytetu w Kijowie. Pierwsze utwory znalazły się w antologii „Co Bóg Dał” w 1872 roku. Tam też znalazło się opowiadanie matki autora „Dobry Uczynek” z ilustracjami starszego brata – Augusta Antoniego Eysymonta (1845–1904). Już w 1872 roku nawiązuje korespondencję z Józefem Ignacym Kraszewskim, którego uważa za swojego ideowego mistrza. W 1873 przenosi się do Krakowa by kontynuować studia na Uniwersytecie Jagiellońskim. Uczęszcza na wykłady takich ówczesnych sław krakowskich jak Stanisław Tarnowski, Józef Szujski, Józef Kremer. Publikuje i próbuje znaleźć uznanie w środowisku krakowskim, co mu się nie udaje. Po ukończeniu studiów i po niepowodzeniach literackich wraca w rodzinne strony. W 1877 roku przeniósł się do Wiśniowca, gdzie pracował w bibliotece zamkowej. Ogłasza wtedy ogólnopolską akcję na rzecz ratowania zbiorów zamkowych. W czerwcu tegoż roku wysyła do Kraszewskiego rękopis „Gwiazdy Wschodu”. Jednak Kraszewski z uwagi na sytuację odradza publikację. Ostatecznie utwór ukazuje się dopiero w 1900 roku.

Od roku 1879 przestaje publikować, powracając dopiero u schyłku XIX w., pod pseudonimem „Lumir”. Wtedy też publikuje tetralogię „Walka idei” (1900 – 1910). Są to ostatnie jego publikacje.
Zmarł w Krakowie, latem 1910 roku. Został pochowany na cmentarzu Rakowickim jako Franciszek Korab Eysymont.

## Twórczość
- Nierząd i praca (1872)
- Odgłos z Polesia (1872–1874)
- Walka idei. Tragikomedia z dawnej przeszłości (1875)
- Poezja w życiu (1875)
- Gwiazda Wschodu (1877, wyd. 1900)
- Poema. Prolog (1900)
- Na Ziemi. Perły. Dwa poematy boleści (1900)
- Światełka (1902)
- Nowy Grunwald (1910)
- Ostatni grom (1910)

## Rodzina
Był potomkiem Kazimierza Eysymonta (zm. 1711), podczaszego orszańskiego, kuzynem Polikarpa Ejsmonta, radcy stanu w Ministerstwie Spraw Wewnętrznych w St. Petersburgu, kawalera orderów św. Anny (2 i 3 stopnia) i św. Stanisława (2 i 3 stopnia). Jego żona Emilia z Baranowskich zmarła w 1899. Jego bratankowie Mieczysław i Wacław w latach 30. XX wieku zamieszkali w Wilnie.